# ناحیه ترگو
ناحیه ترگو (به لاتین: Terego District) یک منطقهٔ مسکونی در اوگاندا است که در استان شمالی، اوگاندا واقع شده‌است. ناحیه ترگو ۱٬۱۰۲ کیلومتر مربع مساحت و ۱۹۹٬۳۰۳ نفر جمعیت دارد.